# Peter Kerr (piłkarz)
Peter Simpson Dennitts Kerr (ur. 20 czerwca 1891 w Prestonpans, zm. 24 kwietnia 1969 w Haddington) – szkocki piłkarz występujący na pozycji obrońcy.
Jako zawodnik Hibernian, Heart of Midlothian oraz Leith Athletic rozegrał łącznie 549 spotkań i zdobył 19 bramek w First Division.
W reprezentacji Szkocji wystąpił jeden raz, 1 marca 1924 w wygranym 2:0 meczu British Home Championship z Irlandią Północną.